# Jin Shanbao
Jin Shanbao (en chino tradicional, 金善寶; en chino simplificado, 金善宝; Zhuji, 2 de julio de 1895 – Pekín, 26 de junio de 1997) fue un educador agrícola y agrónomo chino. Cuyo principal campo de investigación fue las variedades y distribución del trigo. En 1955 fue elegido miembro de la Academia China de las Ciencias

## Biografía
Jin Shanbao nació el 2 de julio de 1895 en Zhuji, en la provincia de Zhejiang. Ingresó en la Quinta Escuela Secundaria de la provincia de Zhejiang en Shaoxing, donde estudió durante cuatro años. En 1917, a pesar de obtener buenas calificaciones, la pobreza de su familia le impidió matricularse en muchas universidades, sin embargo, vio un prospecto de inscripción para la Sección de Especialización Agrícola del Colegio Normal de Nankín que otorgaba matrícula gratuita, y decidió matricularse en esta escuela. En 1926, se casó con Yao Bihui y en mayo de 1928, completó su artículo la «Clasificación preliminar del trigo en China», el primer artículo que versa sobre la investigación de la clasificación del trigo en China. En 1930, se mudó a los Estados Unidos donde asistió a la escuela de posgrado de la Universidad Cornell y a la Universidad de Minnesota.
En 1932, regresó a China y enseñó en la Universidad de Zhejiang, la Universidad Nacional Central y la Universidad de Jiangnan. En 1934, completó sus estadísticas sobre la extensión de los diversos tipos de trigo cultivados en China, y la Prensa Comercial publicó su «Tratado práctico sobre el trigo», la primera monografía científica sobre el trigo en China, que había compilado a partir de notas de sus conferencias. Su trabajo de investigación sufrió un bloqueo durante la segunda guerra sino-japonesa. En 1944, se involucró en el Foro de Democracia y Ciencia, que más tarde se convirtió en la Sociedad Jiusan.
En agosto de 1949, se convirtió en decano de la Facultad de Agricultura de la Universidad de Nankín. Después de la fundación de la República Popular China, se desempeñó como presidente del Colegio Agrícola de Nankín y vicealcalde de dicha ciudad. En 1952, la Facultad de Agricultura de la Universidad de Nankín se separó para formar la Facultad de Agricultura de Nankín (rebautizada como Universidad Agrícola de Nankín en 1984), y Jin se desempeñó como decano de la Facultad de Agricultura de Nankín. En 1956, se unió formalmente al Partido Comunista de China. Se mudó a Pekín en 1957 donde se desempeñó como vicepresidente de la recién creada Academia China de Ciencias Agrícolas y, en 1964, sucedió a Ding Ying como presidente de dicha institución académica.
Durante la Revolución Cultural, la Academia China de Ciencias Agrícolas estuvo en problemas, aunque Jin se salvó de las sesiones de lucha porque fue recibido por Zhou Enlai y Mao Zedong en 1967. Después de la Revolución Cultural, participó en el retiro de investigadores que habían sido enviados al campo y en la reconstrucción de la Escuela Agrícola de Nankín.
En 1997, murió en Pekín de una hemorragia gastrointestinal.

## Obras publicadas
- «Teoría práctica del trigo», publicada como serie universitaria en 1934, es el primer libro agrícola de China que combina la teoría con la práctica real de la producción de trigo.
- «Cultivo de trigo en China» es el primer volumen de una serie de monografías escritas por reconocidos expertos y académicos sobre el tema del cultivo en China por primera vez a finales de la década de 1950, con el objetivo de reflejar el nivel de la ciencia del cultivo nacional en esa vez.
- «Variedades de trigo en China», coeditado por Liu Ding'an y publicado en 1964 (con una secuela de 1962 a 1982 publicada en 1985), es el primer documento histórico de China que «establece un monumento» a sus propios cultivares de trigo modernos.
- «Variedades de trigo chinas y su genealogía», Zhuang Qiaosheng y otros son editores adjuntos, publicado en 1983.
- «Enciclopedia de la agricultura china», publicada en 1991, Zhuang Qiaosheng es el primer subdirector del consejo editorial y Li Jingxiong, Huang Peimin, Lu Liangshu y Yang Shouren son subdirectores.